# Myrcia calyptranthoides
Myrcia calyptranthoides là một loài thực vật có hoa trong Họ Đào kim nương. Loài này được (O.Berg) Mattos mô tả khoa học đầu tiên năm 1966.